# Broadwater (Australia)
Broadwater – miasto w Australii, w stanie Nowa Południowa Walia.